# Емс
Емс (на немски: Ems; на латински: Amisia; на нидерландски: Eems) е река в Северозападна Германия (провинции Северен Рейн-Вестфалия и Долна Саксония), вливаща се в Северно море. Дължина 371 km, площ на водосборния басейн 13 160 km².

## Географска характеристика
Река Емс води началото си на 133 m н.в., от югозападното подножие на възвишението Тевтобургска гора, в източната част на провинция Северен Рейн-Вестфалия. В горното си течение тече на северозапад, а в долното на север с бавно и спокойно течение в широка и плитка долина през западната част на Северногерманската равнина. Влива се чрез естуар дълъг 20 km в залива Доларт на Северно море при град Емден, провинция Долна Саксония.
Водосборният басейн на Емс обхваща площ от 13 160 km². Речната ѝ мрежа е едностранно развита с много повече и много по-дълги десни притоци. На изток и запад водосборният басейн на Емс граничи с водосборните басейни на река Везер, Фехте и други по-малки, вливащи се директно в Северно море, а на юг – с водосборния басейн на река Рейн). Основни притоци: леви – Верзе (67 km, 762 km²); десни – Хазе (170 km, 3086 km²), Леда (72 km, 2096 km²).
Има предимно дъждовно подхранване със зимно пълноводие и лятно маловодие, а през есента характерно явление са епизодичните прииждания на реката в резултат на поройни дъждове. Среден годишен отток в долното течение 80,5 m³/sec.

## Стопанско значение, селища
Емс е плавателна до град Гревен, като на места коритото ѝ е изправено и канализирано. Чрез няколко плавателни канала Емс се свързва с реките Рейн („Дортмунд-Емс“, на юг), Фехте („Емс-Фехте“, на запад), Везер и Елба („Средногермански канал“ и „Кюстен канал“, на изток) и със залива Ядебузен при град Вилхелмсхафен чрез канала „Емс-Яде“ (на североизток). Под естуара на реката е прокопан тунела „Емстунел“, дълъг 945 m, част от Магистрала 31.
Долината на реката е гъсто заселена, като най-големите селища са градовете: Варендорф, Гревен, Емсдетен, Райне (провинция Северен Рейн-Вестфалия); Линген, Мепен, Лер (провинция Долна Саксония),

## Галерия
- Емс при Телгте
- Емс в Райне
- Емс при Линген
- Емс в Мепен
- Пристанището в Мепен
- Мостът „Ян Бергхаус“
- Емс при манастира Бентлаге